# Ordem do Príncipe Danilo I

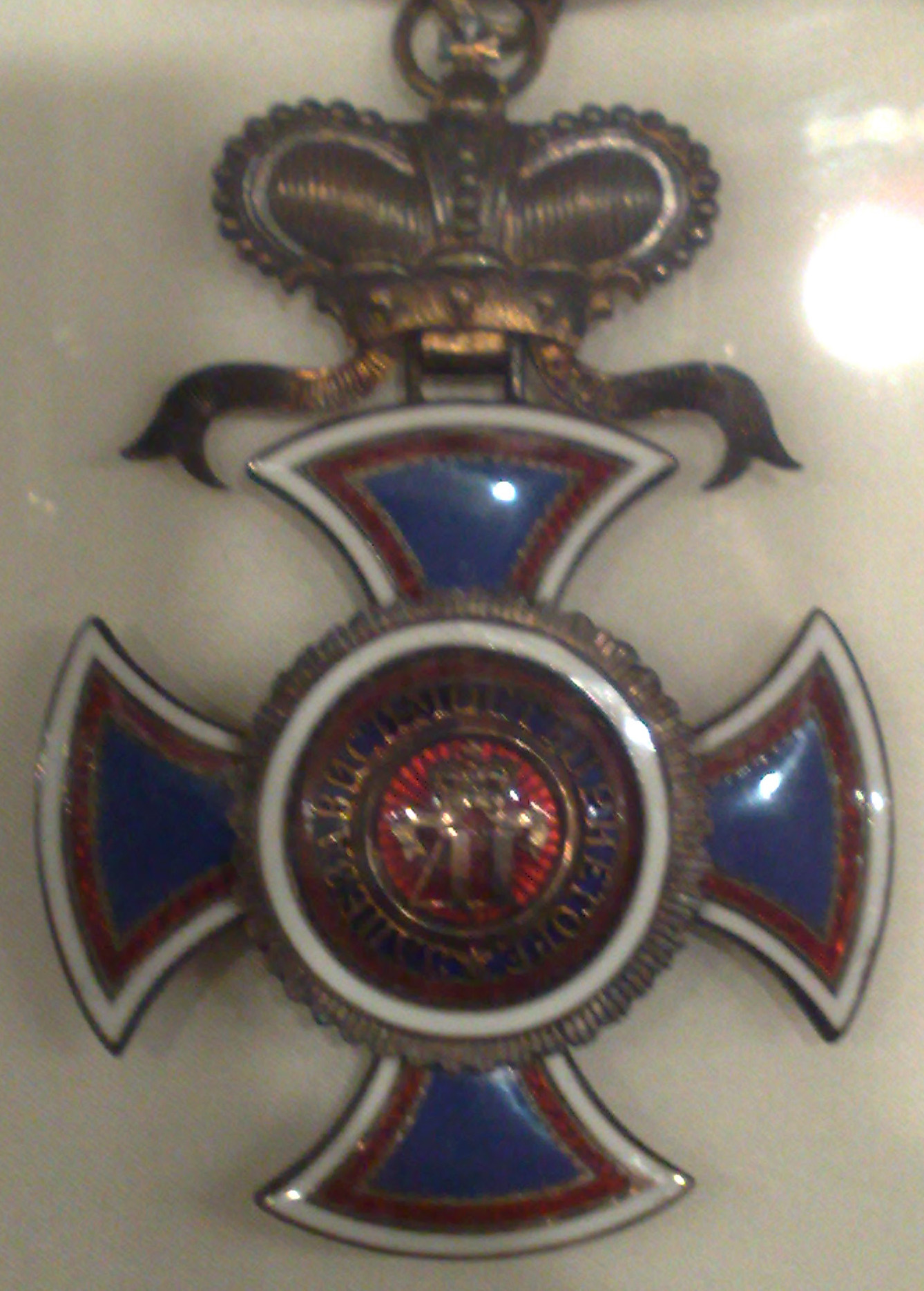
Insígnia da Ordem do Príncipe Danilo I do Montenegro..

A Ordem do Príncipe Danilo I do Montenegro (em Montenegrino: Орден Књаза Данiла I é uma ordem de cavalaria criada pelo Principado do Montenegro e herdada pelo Reino do Montenegro.
Actualmente é concedida pela Câmara do Petrović-Njegos, na pessoa do Príncipe Nicolau de Montenegro.
Esta ordem é a mais antiga ordem de cavalaria do Montenegro. Foi fundada pelo Príncipe Danilo I do Montenegro em 1853.
Durante o reinado de Nicolau I de Montenegro como forma de festejar a independência do Montenegro, em 1852-1853
esta ordem, que adquiriu uma prerrogativa real e foi submetida a duas grandes reformas: a primeira, que remonta ao ano de 1861 introduzidas três classes titulares; a segunda reforma, ocorrida em 1873 veio acrescentar a esta ordem o título de Ordem de Mérito e foi introduzida a decoração do escudo central para a primeira e segunda classe.

## Classes
- Grã-cruz (Classe I);
- Cavaleiro comandante/Dama (Classe II);
- Cavaleiro/Dama (classe III);
- Tenente (classe IV);
- Estado (Classe V);

## Notáveis homenageado
Entre as figuras mais notáveis a que foram atribuídos os títulos desta ordem, encontram-se:
- Alexandre III da Rússia
- Nicolau II da Rússia
- Francisco José I da Áustria
- Cristiano X da Dinamarca
- Príncipe Artur, Duque de Connaught, o duque de Connaught
- Vuk Karadžić
- Nikola Tesla
- Artur Schnabel
- Sol Butler
- Ulysses Lappas
- Baron Eugen von Albori
- Barão Wladimir Gieslingen de Giesl
- Francine do Montenegro, Princesa de Montenegro
- Princesa Altinaï de Montenegro
- Fra Andrew Bertie, Grão-Mestre da Ordem Soberana Militar de Malta
- Albert II de Mônaco
- Nicholas Romanov,Príncipe da Rússia
- Dimitri Romanov Romanovč,Príncipe da Rússia
- Vítor Emanuel, Príncipe de Nápoles, Príncipe de Nápoles
- Emanuele Filiberto di Savoia
- Duarte Pio de Bragança, Duque de Bragança
- Lorenz da Áustria-Este, Arquiduque da Áustria e Príncipe da Bélgica
- Henrique de Paris, conde de Paris
- Ferdinando Maria de Bourbon-Duas Sicílias, Duque de Castro (1926-2008)
- Carlos de Bourbon-Duas Sicílias, Duque de Castro
- Filip Vujanovic, Presidente do Montenegro
- Nebojša Kaludjerovic, Embaixador do Montenegro à Organização das Nações Unidas
- Antun Sbutega, e embaixador de Montenegro a Santa Sé e da Soberana Ordem Militar de Malta